# Romina Cohn
Romina Cohn (Buenos Aires; 9 de Noviembre 1979) es una DJ, compositora y productora de música electrónica argentina.

## Biografía
Desde muy chica, a los 11 años, Cohn jugaba en su casa con dos bandejas Technics heredadas de su primo Sergio, ex DJ, quien decidió cambiar las cabinas de DJ por cabinas de piloto de Jumbo 747 en Aerolíneas Argentinas; de igual forma heredó una colección de vinilos de acid house y techno. El portero del edificio donde vivía con sus padres también había sido DJ en plena época de música disco, y este también decide regalarle su batea. A su tan corta edad, 
Cohn, hereda discos de Cerrone, Gino Soccio, Kraftwerk, Telex, Gary Numan, Adonis, Phuture, entre otros artistas, que marcaron una gran influencia para ella.
Su carrera comienza a los 16 años, como ayudante en la discoteca de culto Morocco, en Buenos Aires. Allí conoce a DJ Hell, quien escucha su música e instantáneamente la integra a su sello alemán, International Deejay Gigolo Records. Así, comienzan sus giras internacionales, tocando en los clubes y los festivales más prestigios del mundo, como el Winter Music Conference (Miami, Estados Unidos), Mayday (Dortmund, Alemania, y Katowice, Polonia), Love Parade (Berlín, Alemania), Creamfields (Buenos Aires), Music Und Machine (Berlín), Sonar (Barcelona, España), y FIB (Benicasim, España).
La firma Fendi también la invita a participar de su campaña en Tokio en la legendaria discoteca Ageha.
Romina Cohn también mantuvo contacto con su público a través de su programa de radio Late Night en la radio 95.1 FM en Buenos Aires desde 2004 hasta 2008.
Romina Cohn edita internacionalmente varios EPs, remixes y participa en compilados de diferentes sellos discográficos. Remixa a Babasónicos, Bajofondo Tango Club (banda del productor, músico y ganador de dos Premios Óscar, Gustavo Santaolalla), a la banda francesa Trisomie 21, junto a Ezequiel Araujo, David Carretta, L.A. Williams y otros artistas.
Universal Music edita su compilado It's Only Gigolo, But I Like It (2005), con temas seleccionados y mezclados por Romina Cohn del catálogo de Gigolo Records. Allí incluye canciones de Miss Kittin & the Hacker, Jeff Mills, DJ Hell y Marc Almond.
Uno de los temas más conocidos de Romina Cohn es "The Night", producido por Carlos Shaw, que se encuentra en el EP Non Stop (Gigolo Records, 2002). También en este mismo EP se encuentra "I Want To Be The Residents" (donde hace homenaje a la banda de culto de San Francisco, California, The Residents). Este tema pasa a formar parte del track list del ya ausente conductor de radio y DJ inglés John Peel para la radio británica BBC Radio 1.
Su música se basa en sonidos como el electro, detroit techno, chicago house music y cierta influencia EBM (electronic body music).
Romina Cohn estudió cine en la FUC (Universidad del cine) y escribió y dirigió varios cortometrajes, entre los cuales se destaca Kill, que fue seleccionado y premiado en diferentes festivales de cine.

## Discografía

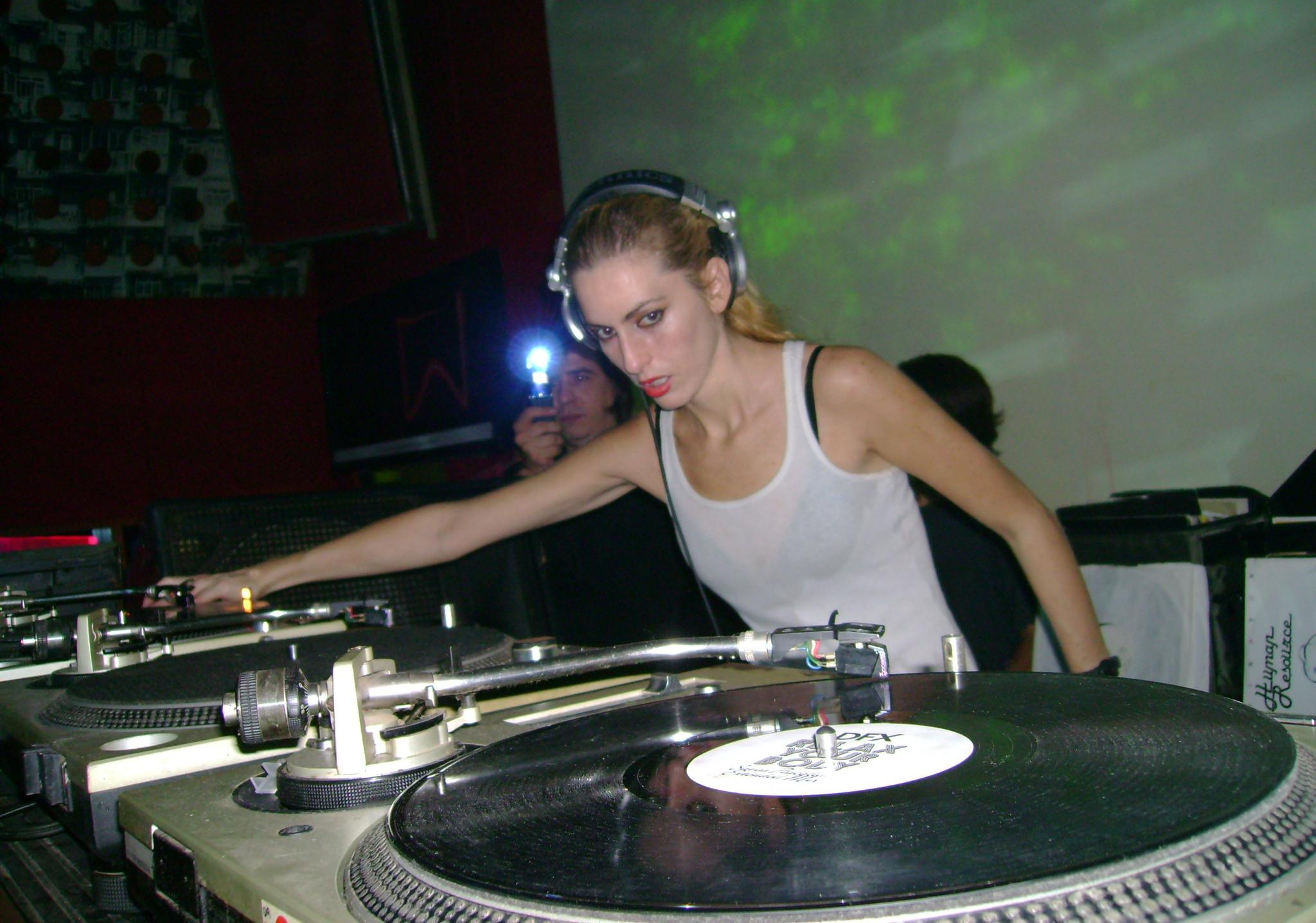
Romina Cohn en la discoteca Sobremonte, en Mar del Plata, Argentina.

### Álbumes
- 2000 Romina Cohn + Ram - Fuxia - Fuxia Records
- 2001 Romina Cohn - Angel (Frágil Discos)
- 2002 Romina Cohn - Non Stop - International Deejay Gigolo Records
- 2005 Romina Cohn - It's Only Gigolo, But I Like It - Universal Music

#### Compilados
- 2000 Varios artistas - International Deejay Gigolos CD 5 - Gigolo Records
- 2002 Varios artistas - International Deejay GigoloS CD 6 - Gigolo Records
- 2003 Casa Disco 1 - Casa del Puente

### Sencillos y EPs
- 2001: Non Stop EP [International Deejay Gigolo Records]
  - I Want To Be The Residents
  - The Night
- 2009: Follow Me [Space Factory]
- 2011: Snuff Crew con Romina Cohn – Fiesta Forever
- 2011: Hit Me [International Deejay Gigolo Records]

### Remixes
- 2002: Babasónicos – "Pendejo" ("Romina Cohn RMX", incluido en Jessico Megamix) [Pop Art Music]
- 2004: "L.A. Williams" – This Is a Test ("Romina vs. Capri RMX") [Muller Records]
- 2005: Luciano Supervielle – Leonel el feo ("Romina Cohn & Carlos Shaw Remix", incluido en Bajofondo Remixed) [Universal Music]
- 2009: David Carretta – Disco Dance ("Romina Cohn & Ezequiel Araujo RMX") - [Space Factory Records]
- 2010: T21 - The Camp - Black Label Remixes ("Romina Cohn & Ezequiel Araujo remix")- [Le Maquis Records]